# 邱邦
邱邦（1998年10月25日—）為台灣的棒球選手之一，畢業於台北市立大學，曾幫助學校奪得大專盃冠軍。畢業後加入業餘成棒隊。現效力於中華職棒樂天桃猿，曾效力於中華職棒台鋼雄鷹。

## 外部連結
- 邱邦在台灣棒球維基館上的頁面（繁體中文）
- 邱邦在中華職棒官網